# Stropní fresky v Sixtinské kapli
Stropní fresky v Sixtinské kapli (italsky Soffitto della Cappella Sistina) vytvořil Michelangelo Buonarroti letech 1508 až 1512. Jsou základním kamenem vrcholného renesančního umění.
Sixtinská kaple je velká papežská kaple, kterou nechal postavit papež Sixtus IV. v letech 1477-1480, podle něhož je pojmenována. Strop byl vymalován na objednávku papeže Julia II.
Výzdoba stropu je součástí širší umělecké výzdoby kaple, na niž se podílel jak sám Michelangelo (především slavná freska Poslední soud na čelní stěně), tak ostatní umělci jako Sandro Botticelli, Domenico Ghirlandaio, Pietro Perugino, Pinturicchio, Luca Signorelli nebo Raffael Santi, který na rozdíl od ostatních nepřispěl freskami, ale tapiseriemi. Výzdoba kaple ilustruje mnohé z doktríny katolické církve, kaple slouží jako místo konání konkláve a mnoha dalších významných bohoslužeb.
Ústředním bodem stropní výzdoby je devět scén z biblické knihy Genesis, včetně proslavené fresky Stvoření Adama.
Původně byla na stropě malba Piera Mattea d'Amelia, jež zobrazovala hvězdy na modrém pozadí, ale byla poškozena a papež Julius II. ji nechal odstranit. Dle tradice si Michelangelo na papeži vymohl značnou tvůrčí svobodu při volbě motivů (oba byli vznětlivé povahy a několikrát se pohádali), nicméně předpokládá se, že teologický význam stropních fresek hlídal a ovlivnil augustiniánský mnich a kardinál Giles z Viterba. Je ovšem známo, že Michelangelo při tvorbě stropních fresek četl Starý zákon a řadu motivů tak asi koncipoval samostatně. Michelangelo, který nebyl v první řadě malířem, ale sochařem, se zprvu zdráhal ujmout se díla a navrhoval za sebe Rafaela. Papež byl však neoblomný. Smlouva byla podepsána 8. května 1508 a slíbená odměna činila 3000 dukátů (což odhadem činí 600 tisíc amerických dolarů v hodnotě z roku 2021). Dílo bylo hotovo 31. října 1512 a veřejnosti představeno následujícího dne, na Svátek všech svatých. Michelangelo namaloval více než 300 postav, nahých i oblečených. Podle Vasariho chtěl papež malby dozdobit zlatem, ale Michelangelo prý odmítl s tím, že „v té době lidé nenosili zlato a ti, kteří jsou malováni, byli svatí muži, kteří pohrdali bohatstvím“.
Dílo vzbudilo ihned tak mimořádný obdiv, že byl Michelangelo od té doby považován za největšího umělce své doby, a to ve svých 37 letech. Předmětem odborných diskusí zůstává, v jakém pořadí byly části stropu namalovány a jak bylo uspořádáno lešení, které umělci umožnilo dosáhnout na strop. Není jasné, zda bylo lešení rozebíráno a posouvalo se, nebo stálo nepřetržitě během celé malby. Předmětem sporů je také Michelangelova pozice při malování. Paolo Giovio tvrdil, že maloval vleže na zádech, to ale odmítl Vasari, podle něhož maloval Michelangelo ve stoje, za velkých bolestí. Stropní fresky byly několikrát restaurovány, naposledy v letech 1980 až 1994.